# Beidha
Beidha (în arabă بيضاء) este o comună din provincia Laghouat, Algeria.
Populația comunei este de 8.761 de locuitori (2008).